# スペイン語
スペイン語（スペインご、西： español、エスパニョール）は、インド・ヨーロッパ語族イタリック語派に属する言語。俗ラテン語から発展して形成されたロマンス諸語の一つ。略して西語（せいご）とも書く。

## 概要

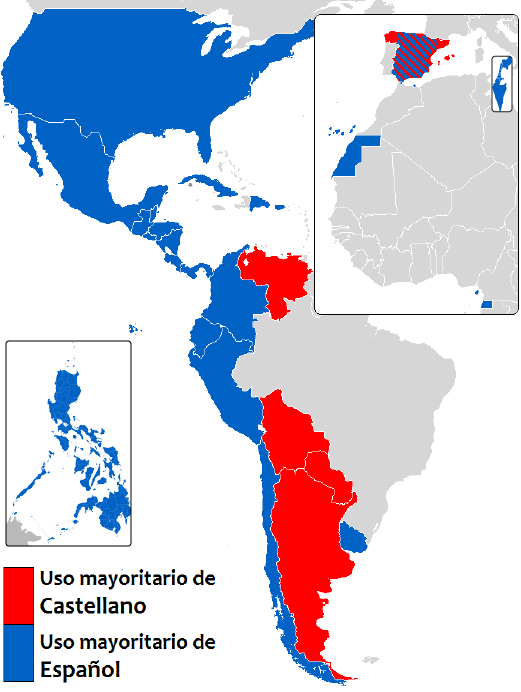
castellano（カステリャーノ）と呼ばれている国・地域
español（エスパニョール）と呼ばれている国・地域

スペイン語は、アメリカ州のうちイスパノアメリカ、スペイン、その他の旧スペイン植民地などの地域における主要言語で、スペイン語を第一言語とするものが約4億8023万人さらに第二言語として日常使用しているものを含め約5億7700万人の話者がいると推定されている。スペイン語を公用語としている国と地域の数は21以上あり、世界で英語、フランス語、アラビア語に次ぐ4番目に多くの国で使用されている言語である。国際連合においては、英語、フランス語、ロシア語、中国語、アラビア語と並ぶ、6つの公用語の1つである。インターネットにおいては、利用者全体の約8%がスペイン語使用であり、英語と中国語に次ぐ第三の言語である。
日本では、一般的にスペイン語と呼ばれるが、イスパニア語、カスティージャ語、カスティーリャ語などと呼ばれることもある。これらの名称は、それぞれの歴史的・文化的背景に由来しており、特に「カスティージャ語」や「カスティーリャ語」という名称は、スペイン国内で話される他の言語、例えばカタルーニャ語やバスク語、ガリシア語などと区別するために用いられることが多い。日本におけるスペイン語の漢字表記は「西班牙語」。漢字表記を略して西語と表記されることもある。スペイン語において「スペイン語」を意味する名詞は、“castellano”（カステリャーノ） または“español”（エスパニョール）。エスパニョールはスペインの言葉という意味。カステリャーノはカスティーリャ地方の言語という意味。南米ではカステジャーノということが多く、メキシコなど中米諸国とカリブ海諸国ではエスパニョールしか使われない。カステリャーノという名称は、スペイン国内で地方言語を使う地域においては「自分たちの言葉ではない他所者の言葉」という意味で使われる。南米では逆に「本場カスティーリャから受け継いだ正しいスペイン語」という意味で用いられる。
スペイン語はポルトガル語と似ており、かなりの水準で相互意思疎通が可能である。

## 歴史

イベリア半島周辺の言語分布の変遷
スペイン語

スペイン語は、ローマ帝国の公用語であったラテン語の口語である俗ラテン語を元に、アラビア語などの影響を受けながら発達した言語である。8世紀に北アフリカからイスラム教徒がイベリア半島に侵入し、その後、キリスト教徒によるレコンキスタ（再征服運動）が起こるが、この時期に俗ラテン語がロマンス諸語に変化した。このロマンス諸語が後に、ポルトガル語、スペイン語、イタリア語、フランス語、ルーマニア語などに分かれていく。
イベリア半島では、アラビア語の影響なども受けながらイベリア系ロマンス語が発達し、カスティーリャ、レオン、ポルトガル、そしてイスラム系タイファ王国などで使用されていた（タイファ王国ではアラビア語のアンダルス方言も広く使用され、その影響を強く受けたロマンス語をモサラベ語と呼ぶ）。やがてレコンキスタの過程でカスティーリャ王国はその中心的勢力となり、スペイン王国の誕生後は事実上統一スペイン国家の国家語となった。このため、現在でもスペイン語のことをカステリャーノ (castellano) と呼ぶ人は多く存在する。
この歴史的経緯により、文法などはラテン語の規則を多く受け継いでいるが、単語はアラビア語から借用したものも多く使われている。（とりわけアンダルシア方言は最も強くアラビア語の影響を受けた）スペイン語の中のアラビア語起源の単語は主に、
- アラビア語からの直接借用（とりわけアル＝アンダルス・アラビア語）
- モサラベ語（イスラム支配下のアル＝アンダルスで話されていたロマンス語、アラビア、ヘブライ文字で書かれた）

を通じた借用がある。またイベリアのムスリムの間ではスペイン語もアラビア文字で表記されることが少なくなかった。イベリア半島のムスリムはベルベル人が多かったため、ベルベル語の影響も存在している。なお、同じイベリア半島で話されている言語であるバスク語はローマ帝国やケルト人の進出以前から半島で使われていた言語と思われ、スペイン語とは大きく異なる。しかし、スペイン語はバスク語の影響も受けている。

## 話者分布

EU加盟国におけるスペイン語への理解度
濃黄色が母語地域、以下10 - 19%、5 - 9%、5%未満（灰色はEU非加盟国・地域）

スペイン語は国連の6つの公用語（他は英語、フランス語、ロシア語、中国語、アラビア語）の一つであり、スペインを始め、ブラジルを除く中南米18か国、北米1か国、アフリカ2か国、計21か国における公用語である。スペイン語が公用語である国・地域は以下の通り。
- ヨーロッパ
  -  スペイン

- 北アメリカ
  -  メキシコ（デ・ファクト）

- 中央アメリカ
  -  グアテマラ
  -  ホンジュラス
  -  エルサルバドル
  -  ニカラグア
  -  コスタリカ
  -  パナマ

- カリブ海地域
  -  キューバ
  -  ドミニカ共和国
  -  プエルトリコ（米国自由連合州）[注釈 2]

- 南アメリカ
  -  ベネズエラ
  -  コロンビア
  -  エクアドル
  -  ペルー
  -  ボリビア
  -  パラグアイ
  -  チリ
  -  アルゼンチン
  -  ウルグアイ

- アフリカ
  -  赤道ギニア
  -  西サハラ（第2公用語）

なお、スペインではカタルーニャ州・バレンシア州・バレアレス諸島州ではカタルーニャ語（バレンシア州ではバレンシア語）が、バスク州とナバーラ州の一部ではバスク語が、ガリシア州ではガリシア語が、スペイン語同様に地方公用語として認められている。
南北アメリカ大陸では、メキシコ以南の21の国・地域のうち16か国がスペイン語を公用語としており、先住民族を含め、人口の大半がスペイン語を話す。加えて、英語を唯一の公用語とするベリーズにおいても最も話されている言語はスペイン語である。カリブ海地域（西インド諸島）でスペイン語を公用語としているのはキューバ、ドミニカ共和国、プエルトリコだが、人口では過半数を占める。これら、メキシコ以南のスペイン語圏と、ポルトガル語（ブラジルポルトガル語）を公用語とするブラジル、場合によってはハイチなどのフランス語圏の国・地域を総称してラテンアメリカと呼ぶ。
また、米国ではかつて南西部一帯がメキシコ領であった関係でスペイン語の地名が各地に残っており、ニューメキシコ州ではスペイン語が事実上の公用語となっている。中南米のスペイン語圏諸国をルーツに持つ米国人は「ヒスパニック」、もしくは「ラティーノ」（ラテン系米国人）と呼ばれ、メキシコ領時代から存在していたものの、近年急速にヒスパニック移民が増加した。その結果、米国では事実上の公用語の英語に加え、ヒスパニックの割合の高いカリフォルニア州やフロリダ州、テキサス州などではスペイン語が第二言語となりつつある。この状況を受けて、英語が母語の米国人の中でもスペイン語を学ぶ人が急増している。
フィリピンは1898年までスペイン領であった関係もあり、特に上流階級の間でスペイン語が使われていたが、1986年に公用語から外された。とはいえ、現在でも主にカトリック文化などの関係でスペイン語の単語が多数フィリピン人の日常生活で使われているだけでなく、タガログ語などでスペイン語からの借用語が多くみられるほか、チャバカノ語のようにスペイン語を基にしたクレオール言語も見られる。
マリアナ諸島のチャモロ語は、スペインによる征服時に言語的にもスペイン語に圧倒された。スペイン語から非常に多くの借用語を取り入れたのみならず、固有の数詞も放棄し、スペイン語由来の数詞を用いている。
旧スペイン植民地の西サハラやスペインに近いモロッコでも話されている。

### スペイン語話者数の推定
セルバンテス文化センターの2017年の報告書 ”El español: una lengua viva informe 2017” によると、2017年のスペイン語を母語（第一言語）とする人口は約4億7700万人で、その他に約1億人が第2言語としてスペイン語を習得しており、それらの限られた能力のものを含めると約5億7200万人のスペイン語話者がいる。最大の話者人口を抱えているのがメキシコであり、総話者の4人に1人約1億2千万人がメキシコに在住している。続くコロンビア、アルゼンチン、スペインがそれぞれ総話者人口の約1割の約4千万人の話者がいる。米国（アメリカ合衆国）に関しては、同じセルバンテス文化センターが2015年の報告で5260万人の話者という推定を出しておりこれはメキシコに次ぐ人口である。また米国のヒスパニック人口の3分の2がメキシコ系であり、それらを含めると総話者に占めるメキシコ系話者の比率は3人に1人となる。
| 国             | 人口   | 話者率 | 西語 話者 | 限定話者 | 備考 |
| -------------- | ------ | ------ | --------- | -------- | --- |
| メキシコ       | 123.52 | 96.8%  | 119.57    | 3.95     | スペイン語話者の4人に1人がメキシコ国内のメキシコ人、メキシコ系アメリカ人を含めると総話者に占める比率は3人に1人となる。                |
| コロンビア     | 49.25  | 99.2%  | 48.85     | 0.39     | 総話者数の約1割である。 |
| アルゼンチン   | 44.04  | 98.1%  | 43.21     | 0.84     | |
| 米国           | 325.70 | 13.2%  | 42.93     | 15.08    | プエルトリコは別計上。セルバンテスの2015年の報告では米国のスペイン語話者は5260万人と推定しており、メキシコに次ぐ第2位の話者数となる。 |
| スペイン       | 46.52  | 92.1%  | 42.85     | 3.68     | |
| ペルー         | 31.83  | 86.6%  | 27.56     | 4.26     | |
| ベネズエラ     | 31.43  | 97.3%  | 30.58     | 0.85     | |
| チリ           | 18.14  | 95.9%  | 17.40     | 0.74     | |
| エクアドル     | 16.78  | 95.7%  | 16.06     | 0.07     | |
| グアテマラ     | 16.54  | 78.3%  | 12.95     | 3.59     | |
| キューバ       | 11.42  | 99.7%  | 11.39     | 0.03     | |
| ボリビア       | 11.15  | 83.0%  | 9.25      | 1.89     | |
| ドミニカ共和国 | 10.17  | 97.6%  | 9.93      | 0.02     | |
| ホンジュラス   | 8.89   | 98.5%  | 8.75      | 0.12     | |
| パラグアイ     | 6.95   | 67.9%  | 4.72      | 2.23     | |
| エルサルバドル | 6.35   | 99.7%  | 6.33      | 0.00     | |
| ニカラグア     | 6.22   | 97.1%  | 6.04      | 0.18     | |
| コスタリカ     | 4.95   | 99.3%  | 4.91      | 0.03     | |
| パナマ         | 4.10   | 91.9%  | 3.77      | 0.33     | |
| プエルトリコ   | 3.41   | 99.0%  | 3.38      | 0.03     | 米国領 |
| ウルグアイ     | 3.46   | 98.4%  | 3.40      | 0.06     | |
| 赤道ギニア     | 0.85   | 74.0%  | 誤植      | 0.22     | 誤植: 原典に誤植あり。ウルグアイの話者数が反復している。                                                                              |
| 小計           | 455.93 | 94.6%  | 431.51    | 24.42    | 米国以外の西語を公用語とする国の合計                                                                                                  |
| 合計           | 781.65 | 60.6%  | 473.81    | 38.62    | 米国も含む |

| 国                 | 人口 | 話者率 | 西語 話者 | 限定話者 | 備考                                                                       |
| ------------------ | ---- | ------ | --------- | -------- | -------------------------------------------------------------------------- |
| アルジェリア       |      |        | 0.18      | 0.05     |                                                                            |
| オーストラリア     |      |        | 0.12      | 0.38     |                                                                            |
| ベリーズ           |      |        | 0.17      | 0.02     |                                                                            |
| ブラジル           |      |        | 0.46      | 0.10     |                                                                            |
| カナダ             |      |        | 0.41      | 0.29     |                                                                            |
| イスラエル         |      |        | 0.13      | 0.05     |                                                                            |
| 日本               |      |        | 0.11      |          |                                                                            |
| スイス             |      |        | 0.12      |          |                                                                            |
| フィリピン         |      |        | 0.003     | 0.46     | 母語レベルの話者の数は少ないが、スペインは旧宗主国であり学習者の数は多い。 |
| モロッコ           |      |        | 0.007     | 1.53     | 母語レベルの話者の数は少ないが、隣国であり限定的な話者の数は多い。         |
| EU（スペイン以外） |      |        | 1.40      | 30.98    |                                                                            |
| その他             |      |        | 0.13      | 0.40     |                                                                            |
| 合計               |      |        | 3.23      | 34.24    |                                                                            |

## 方言
- スペインにおける方言

スペイン語（カスティーリャ語）、スペイン全土で公用語
カタルーニャ語（バレンシア語を含む）、地方公用語
バスク語、地方公用語
ガリシア語、地方公用語
アラン語、地方公用語
アストゥリアス語、レオン語
アラゴン語

  - スペイン語北部方言（Dialecto castellano septentrional）
    - カスティーリャ方言
    - レオン方言（Castellano leonés）
    - ラ・リオハ方言（Dialecto riojano）
    - アラゴン方言（アラゴン語とは別）

  - スペインの二言語地域におけるスペイン語バリエーション
    - ガリシア方言（ガリシア語）（Variedad del castellano de Galicia）
    - カタルーニャ方言（カタルーニャ語）（Variedad del idioma español en territorios catalanófonos、Idioma español en Cataluña）
    - バレンシア方言（バレンシア語）（Castellano de la Comunidad Valenciana、Castellano churro）

  - スペイン語南部方言（Dialectos castellanos meridionales）
    - マドリード方言（Castellano de Madrid）
    - ラ・マンチャ方言（Dialecto manchego）
    - ムルシア方言（Dialecto murciano）
    - アンダルシア方言（Dialecto manchego）
    - エストゥレマドゥーラ方言（Dialecto extremeño）
    - カナリア方言（Dialecto canario）
- ラテンアメリカにおける各方言（Español de América）
  - アンデス・スペイン語
  - カリブ・スペイン語
  - リオプラテンセ・スペイン語
  - メキシコ・スペイン語（Español mexicano）

かつてはアラゴン地方（アラゴン語）、カタルーニャ地方（カタルーニャ語）、バレアレス諸島（カタルーニャ語）、バレンシア地方（バレンシア語）、アストゥリアス地方（アストゥリアス語）、レオン地方（レオン語）、ガリシア地方（ガリシア語）の言語がスペイン語（カスティーリャ語）の方言とされた時期もあったが、現在では、カタルーニャ語、バレンシア語、ガリシア語はいずれも独立した言語であると考えられており、それぞれの地方において公用語とされている。アラゴン語、アストゥリアス語、レオン語もカスティーリャ語から派生した言語ではなく、その他のロマンス語同様、俗ラテン語が変化して今日に至っている言語であり、言語学的には別の言語であるが、カスティーリャ語の方言の扱いを受けることが多いのが現状である。

## 音韻

### 音韻対応
語頭にあった f の多くは h になり、その後発音上は消滅。強勢のある e, o の多くは ie, ue に二重母音化（音割れ）。-ct- の多くは -ch- に変化。-ll- はフランス語の -ill-, イタリア語の -gli- に対応する。cl-, pl- の多くは ll に変化。現在の音素 /θ/ は古くはç /t͡s/, z /d͡z/ であり、別音素だった。語頭の s + 閉鎖音は前に e が付加（prótesis）され、esc-/esqu-, esp-, est- となった。母音間の d は消滅していることが多い。語頭にあるあとに母音が続く i と母音にはさまれた強勢のない i は y に変化した。y は本来半母音だったが、摩擦音で発音されるのが一般的になった。二重母音における /-i/ の音は英語のそれと同じように語頭や語中では -i, 語末では -y とつづる（他のロマンス系言語の多くは y は外来語以外に用いない）。v は古くは /v/ と発音したが、b と同じ /b/ に変化し、その後、借用語において原語の v のつづりを b に置き換える傾向がある。一方、w は v に置き換えられることがある。
スペインで話されているスペイン語とラテンアメリカのスペイン語では、発音、アクセントが若干異なる。それ以外にも、地方により発音に差異が出ることがある。

### 母音
母音は a, e, i, o, u の5つで、日本語とほぼ同じである。ただし、u は標準日本語の「う」よりも口をすぼめて発音する。
長音、促音は無いが、アクセントのある母音はやや長めに発音されることが多いので日本語話者には長音に聞こえることがある。

#### 二重母音・三重母音
母音のうち a, e, o を強母音、i （語末の y を含む）、u を弱母音とする。強母音 + 弱母音、弱母音 + 強母音、弱母音 + 弱母音の連続は二重母音、弱母音 + 強母音 + 弱母音の連続は三重母音となり、いずれも一音節で発音する。その場合の弱母音は、スペイン語学では音節主音の前の位置にある場合は半子音 (semiconsonante)、音節主音の後ろの場合は半母音 (semivocal)と呼んで区別する。国際音声記号 (IPA) では半子音の i は [j]（ヨッド）、u は [w]（ワウ）、また半母音はそれぞれ [i̯]、[u̯] で表記する。弱母音 + 弱母音の場合、音節主音は後の母音である。
強母音 + 強母音の連続は母音接続で、二重母音とはならず、leer のように同じ強母音字が連続する場合を含め、別の音節として発音する。また、弱母音字でもアセント (acento)がある場合 (í, ú) は強母音として扱う。
後述するように gue, gui, que, qui の u は黙字であり、二重母音の一部ではない。quiero のようにさらに母音字が続く場合は、黙字の u を無視したうえで、上記の規則に従う。ディエレシス（分音記号、クレマ）がある güe, güi の üe, üi は二重母音である。

#### アクセント
スペイン語のアクセントは強勢アクセントである。
- アセント (´)[注釈 10]がある語は、その音節に強勢がある。
- アセントがない語の場合、
  - 語末が母音か n, s のときは、最後から2番目の音節に強勢がある (grave, llana, paroxítona)。
  - 語末が n, s 以外の子音（y を含む）ときは、最終音節に強勢がある (aguda, oxítona)。
- 語尾が -mente の副詞では、-mente を取り去った語に上記規則に従って第一強勢が、-mente の -men- に第二強勢（第一強勢より弱い）がある。例： últimamente (última-) [ˈultimaˌmente], solamente (sola-) [ˈsolaˌmente], igualmente (igual-) [iˈɣwalˌmente]

### 子音
子音字 b, ch, d, f, m, n, p, r, s, y はローマ字の日本語読みとほぼ同様の感覚で単語を読むことができる。一方、c, g, h, j, l (ll), q, v, x, z はローマ字読みとかならずしも一致しない。子音の発音には地域差があり、ここで示したのは比較的広く用いられているものである。
- /b/: b、v は同じ発音で、どちらもバ行音 /b/で発音される。
  - ただし、イタリア系移民の多いアルゼンチンの一部などでは v を [v]で発音することがある。
  - 発声の始めと [m] の後では通常のバ行音 [b]。
  - それ以外の位置では摩擦音化し、[β][13]。
  - [s] の前では発音しないことがある[13]。
- /k/: ca, co, cu, que, qui, および音節末の c はカ行音 [k]。
  - que, qui は「ケ」「キ」と発音し、「クエ」「クイ」にはならない。u を発音するためには cue, cui とつづる。
- /θ/: ce, ci, za, zo, zu, および音節末の z は、スペインの標準語では [θ]。英語の無声の th 音よりも摩擦が強い[13]。スペイン南部や中南米ではセセオにより s との区別が失われ、通常のサ行音 [s]。
  - ze、ziのつづりはほとんど使わない[14]。
  - これらの音は、15世紀以前はツァ行音 [ts] で発音していた。
- ch: チャ行音 [ʧ]。
  - カリブ諸国などではチャ行音よりもシャ行音に近い発音になることがある。
- d: ダ行音 /d/。
  - 発声の始めと [l], [n] の後では通常のダ行音 [d]。
  - それ以外の位置では摩擦音化し、[ð]。
  - 語末では [ð]、さらに無声化し [θ] となるか、ほとんど発音しないことがある。
- f: ファ行音 [f]。
- /g/: ga, go, gu, および音節末の g はガ行音 /g/。
  - 発声の始めと [ŋ] の後では通常のガ行音 [g]。
  - それ以外の位置では摩擦音化し、[ɣ] [13]。
  - gue, gui は「ゲ」「ギ」と発音し、「グエ」「グイ」にはならない。u を発音するためにはディエレシスを使用し、güe, güi とつづる。
- /x/: ge, gi, および j は [x]。ハ行音、ドイツ語の ach laut に近いが、それより少し奥のほうで発音する。
  - アンダルシア南西部や米国南部では通常のハ行音 [h] で発音することがある。
  - 語末では発音しないことがある[13]。
- h: 発音しない（黙字）。
- l: 日本語のラ行音に近い [l]。舌先を歯茎に当てたまま息を出す接近音で、英語の clear l に相当する。
- ll: 従来はリャ行音に近い [ʎ] が標準的な発音とされていたが、実際には多くの地域でジェイスモにより y との区別が失われ、yと同じくヤ行に近い [ʝ] で発音する。多くの南米大陸の国々では、yとおなじくジャ行音[ʑ] で発音する方が一般的である。
  - ブエノスアイレス近郊ではシャ行音 [ʃ]。
  - 単語により異なる発音をする人もいる。
- m: マ行音 /m/。
  - 語末ではン音 [n][13]。
- n: ナ行音 /n/。
  - [b], [m], [p] の前では [m][13]。
  - [g], [k], [x] の前では [ŋ][13]。
- ñ: ニャ行音 [ɲ]。
- p: パ行音 [p]。
  - [s], [t] の前では発音しないことがある[13]。
- r: ラ行音 [ɾ]。英語やフランス語の一般的なR音[注釈 11]とは異なり、はじき音で、日本語のラ行音にかなり近い。
  - 語頭と [l], [n], [s] の後では後述する巻き舌音 [r]。
- rr: 語中でのみ用いる巻き舌音 [r]。
  - プエルトリコやドミニカ共和国では、j 音 [x] になることがある（ブラジルポルトガル語と同じ変化）。
  - ペルーやボリビアの一部の地方ではザ行音になることがある。

- s: サ行音 [s]。

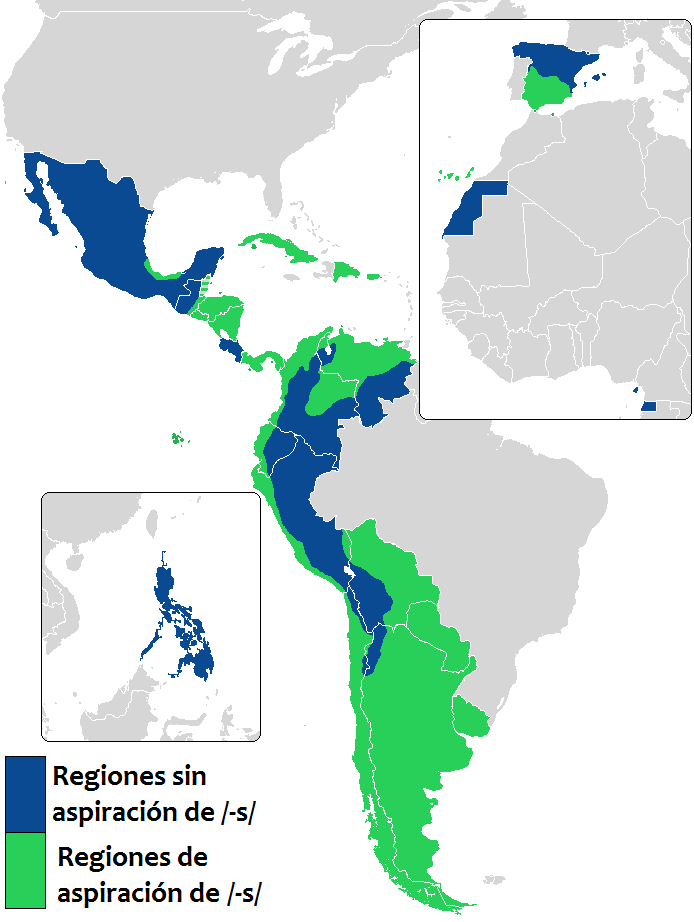
緑の地域は音節末の「s」を/h/と発音する。青の地域は/s/のままで発音する。

  - スペイン南部や中南米の一部では音節末の s をハ行音 [h] で発音するか、ほとんど発音しないことがある。
- t: タ行音  [t]。
- w: 外来語のみに用いられ、単語によってワ行音 [w]、または [b]。
  - 地域差もあり、ペルーでは常に [w] で発音する傾向がある。
  - 語頭では [gw] になることもある。
- x: 本来は [ks] だが、[k] は弱くなるか、発音しないことが多い。
  - 特に子音の前、および語頭では [k] を発音せず、[s]となりやすい[13]。
  - México [ˈme̞xiko̞] のように、一部の固有名詞などでは j 音 [x] で発音する。
- y: スペインやメキシコなどではヤ行音に近い[ʝ] が標準とされるが、ジャ行に近い[ʑ]が用いられることも多い。スペイン語の標準を規定するスペイン王立アカデミーでは、日本語のヤ行の子音に近い[ʝ] を標準としている。
  - ブエノスアイレス近郊ではシャ行音 [ʃ]。
  - 語頭に来る場合、nの後ろに来る場合はジャ行になりやすい。とはいえスペイン語ネイティブはこの二つを区別せず、同じ音の異音だと考えている為、どちらで発音しても良い。
  - 語末の y は i と同等。ただし、アクセント位置は最終音節。

#### 二重子音
以下の子音の連続は二重子音となる。分節上、単子音と同様に扱う。
+ l
bl, cl, fl, gl, pl
+ r
br, cr, dr, fr, gr, pr, tr
dr, tr は二重子音であるが、dl, tl は二重子音ではない。

### 音韻的特徴
- 無声音では破裂音と摩擦音が対立するが、有声音では両者が対立せず、異音の関係にある（有声破裂音 /b/, /d/, /g/ が母音間等では摩擦音化する）。
- y を半母音 /j/ ではなく、摩擦音 /ʝ/ で発音する。

### 外来語
外来語はその発音やつづりの特徴から以下のパターンが挙げられる。
1. つづりをスペイン語風に読む。
  - jersey /xeɾˈsei/ 「ジャージー」
2. 発音を優先し、つづりを書き換える。
  - fútbol(←football) 「フットボール」
3. 原語のつづりを変えず原音に近い発音をする。分かりやすい特徴を挙げれば、j を y のように、h を j のように発音する。新しい外来語に多い。
  - jazz 「ジャズ」 /ˈʝaθ/, /ˈʤas/
  - judo 「柔道」 /ˈʝuðo/, /ˈʤuðo/ ただし yudo とつづることもある
  - hardware 「ハードウェア」 /xaɾˈweaɾ/ （d は原音では弱く、スペイン語化したうえで d を発音すると har・dwe・arのように分節されてしまうため消滅）

外来語の発音については、地域や世代、個人によって多少差がある。「1.」は古い外来語でよく見られるほか、固有名詞（商品名を含む）でよく見られ、例えば Colgate（コルゲート）は「コルガーテ」と発音する。メキシコでは商品名のスペイン語化に関する法律もある。特に人名や地名を原音に近い発音をする場合、原音の確認を要する場合が多いので、スペイン語風に発音しても間違いではない（例： Miami マイアミをスペイン語読みでミアミと発音）。また、隣接するポルトガル語はスペイン語とよく似ている一方、つづりの発音の違いやアクセントの規則の違い、独特の音韻変化などがあるため、しばしばアクセント記号が付加され、スペイン語式に読み換えられる。例えばリオデジャネイロ（Rio de Janeiro; ブラジルポルトガル語の発音は「ヒウ・ヂ・ジャネイル」に近い）は Rio（川の意）が対応するスペイン語に置き換えられRío de Janeiro と表記し、「リオ・デ・ハネイロ」と発音する。また、サンパウロ（São Paulo）については、対応するスペイン語形のサン・パブロ（San Pablo）で呼ばれるのが普通である。語頭の「s+子音」は /s/ の前に /e/ を付加して発音することが多い（付加しない人もいる）。例えば Spain は /esˈpein/ または /ˈspein/ と発音する。

## アルファベット
| 大文字 | 小文字 | 文字名称 |
| ------ | ------ | --- |
| A      | a      | a: ア |
| B      | b      | be: ベ be grande: ベグランデ（大きい「ベ」の意味、vと区別する） be alta: ベアルタ（高い「ベ」の意味） be larga:ベラルガ（長い「ベ」の意味） be de burro:ベデブロ（「Burro（ロバ）のベ」） |
| C      | c      | ce: セ |
| (Ch)   | (ch)   | (che: チェ) ※1994年に廃止決議、後述 |
| D      | d      | de: デ |
| E      | e      | e: エ |
| F      | f      | efe: エフェ |
| G      | g      | ge: ヘ |
| H      | h      | hache: アチェ（単語中では発音しない） |
| I      | i      | i: イ i latina: イラティーナ（ラテン語の「イ」の意味、y と区別する） |
| J      | j      | jota: ホタ |
| K      | k      | ka: カ |
| L      | l      | ele: エレ |
| (Ll)   | (ll)   | (elle: エジェ、エリェ doble ele: ドブレエレ) ※1994年に廃止決議、後述 |
| M      | m      | eme: エメ |
| N      | n      | ene: エネ |
| Ñ      | ñ      | eñe: エニェ |
| O      | o      | o: オ |
| P      | p      | pe: ペ |
| Q      | q      | cu: ク |
| R      | r      | erre: エレ（歯茎ふるえ音 [r]） |
| S      | s      | ese: エセ |
| T      | t      | te: テ |
| U      | u      | u: ウ |
| V      | v      | uve: ウベ ve chica: ベチカ（小さな「ベ」の意味、bと区別する） ve baja: ベバハ（低い「ベ」の意味） ve corta: ベコルタ（短い「ベ」の意味） ve de vaca: ベデバカ（「Vaca（ウシ）のベ」）     |
| W      | w      | uve doble: ウベドブレ doble u: ドブレウ doble ve: ドブレベ ve doble: ベ・ドブレ |
| X      | x      | equis: エキス |
| Y      | y      | ye: イェ/ジェ i griega: イグリエガ（ギリシア語の「イ」の意味、iと区別する） |
| Z      | z      | zeta: セタ |

二重音字のchとllは1994年にスペイン語アカデミー協会において独立した一字としての扱いをやめることが決議され、2010年にはスペイン王立アカデミー発行のスペイン語正書法においても廃止された。
Ñは現在でも独立した文字として扱われており、辞書の索引でもNとは区別されているほか、スペイン語キーボードでは専用のキーが存在する。
すでに述べられている通り、rは通常語頭を除き歯茎はじき音[ɾ]で発音されるが、アルファベットとして発音する場合、歯茎ふるえ音[r]が用いられる。また、語頭の歯茎ふるえ音[r]はr一文字で表記される関係上、rrで始まる単語は存在しないため、ch, llと異なり辞書の索引に見出しとして載りえず、公式に一文字として扱われたことはない。

## 文法の特徴
- 主語
  - イタリア語やポルトガル語と同じく、主語の強調や意味の明確化が必要でない場合には主語をあえて表現しないことが多い。これは、一人称や二人称の場合、動詞の活用（後述）で主語が判別できるためである。
- 目的語
  - 基本的な語順はSVOであるが、英語やフランス語に比べると語順はかなり自由度が高く、平叙文でも主語が動詞のあとに置かれることもよくある。目的語は代名詞の場合、動詞の前に置かれるが、動詞が不定詞・現在分詞・肯定命令法のときは代名詞は動詞のあとに接語化され、一つの語のように書かれる。この場合アクセント位置が移動しないようにアクセント符号の付加が必要になる場合がある。
  - 他動詞の直接目的語が人を指示する定名詞句（固有名詞、定冠詞・所有形容詞・指示形容詞がついた名詞句など）のときにはこれに前置詞 a がつく。直接目的語が人を指示しても不定の場合は a をつけなくてもよい。物を指示する目的語には a をつけない。このような区別はイタリア語やフランス語などにはない特徴である。[17]　例　Estimo a Luisa. 「私はルイサを尊敬する」、Respetad a los ancianos.「老人を尊敬しなさい」、En la calle vi a tu padre.「街で君のお父さんに会った」、Buscamos (a) una secretaria capaz.「私たちは有能な秘書をさがしている」
- 代名詞
  - 再帰代名詞を用いる構文が発達していて、利害・相互的行為・受動・無人称・強意など多くの意味を表す。
  - a + 名詞と同一のものを指示する間接目的格代名詞が動詞の前に置かれるという、いわば抱合的な現象がある。たとえばLa canción le gustó a Rodrigo. 「その歌はロドリゴの気にいった」ではleは「彼に」を意味する間接目的格代名詞で、a Rodrigoを指している。
  - 2人称の代名詞は親称 tú（複数形vosotros/as）と敬称 usted（複数形ustedes）を使い分ける。中南米では古いスペイン語で使われていたvosが相手に対する蔑称として用いられることがある。vosは元々は相手に対する尊称であったが現在は親称・蔑称の意味に成り代わっている。日本語の「貴様」のようなもの。ただし、一部では親称として用いられることもあり、特にアルゼンチンでは全国でvosのみが使われるといっても構わない。2人称複数である vosotros/as は、vos と otros（「他」の複数形）が接合したものである。なお、vosotros/as が使用されるのはスペインと赤道ギニアに限られ、中南米やスペインのアンダルシア、カナリア諸島では親称としてもustedesが一般的に使用される。usted は vuestra merced（直訳すれば「あなたの厚意」）（表記として単数の場合UdやVd、複数形でUdsやVdsが使われるが、これはUとVが母音と子音にわかれる前の影響で、発音はウステとウステデスとなる）が2人称尊称として（主に騎士が主君に対して）用いられ、短縮されたもので、動詞の活用は3人称である。Tú と usted の用法はスペインと中南米では違いがあり、スペインでは改まった場面でなければ、接客など初対面でも tú を使うことがよくあり、また、部下が上司に対して tú を使うこともよくある。しかし、中南米では、tú を使うのは親しい人や目下の人に限られる。ただし、キューバではスペイン同様 tú をよく使う。
  - 1人称複数の nosotros/as は古スペイン語では nos で男女の区別もなかった。nosotros/asはnosとotros/as (=others)を同格的に並べた表現から生まれた。[18]Vosotros/as も同様で、vos だったが、vos が単数の敬称として使われるようになると複数形はそれと区別するため (vos otros/vos otras→) vosotros/vosotras となった。Vos を敬称として初めて用いたのは宮廷においてで、vosotrosももともと貴族の言葉である。宮廷文化をもたないアンダルシアや中南米では vosotros の使用は浸透せず、ustedes が汎用2人称複数となった。
- 冠詞
  - 定冠詞は性・数によって区別される（男性単数el、女性単数la、男性複数los、女性複数las、中性lo）。ただ、女性名詞でもアクセントのある a、または ha で始まる単数名詞の場合はelを使う（例　el agua）。前置詞 a、de の後に定冠詞 el が来る場合には縮約しそれぞれ al、del と一語のように書かれる（前置詞と冠詞の縮約はこの二つのみで、イタリア語やフランス語のように複雑ではない）。中性定冠詞 lo は中性名詞につくわけではなく（スペイン語に中性名詞はない）、形容詞・所有形容詞・過去分詞・副詞についてこれらを名詞化したり、lo que の形でフランス語の ce que や英語の what のように「もの・こと」の意味を表したりする。中性定冠詞はイタリア語やフランス語にはない特徴である。例　lo bueno 「善良さ（=la bondad）、よいもの（=las buenas cosas）」、lo pasado「過ぎ去ったこと」、lo nuestro「私たちのもの」、Lo que dices es no cierto.「君が言うことは確かではない」
  - フランス語やイタリア語にあるような部分冠詞はない。
- 冠詞と名詞
  - 名詞が職業・性質を表す補語になるときは、He is a student.のように不定冠詞を伴う英語と異なり、Es estudiante.のように通常は（フランス語等と同様）無冠詞である。逆に、Es un inutil.「彼は役立たずだ」のように軽蔑・強調の意味をもって品詞・可算を問わず不定冠詞を伴う場合がある。
- 名詞
  - 名詞には男性名詞と女性名詞があるが、-oで終われば男性、-aで終われば女性という原則があるため比較的判別が容易である（ただしdía, manoなど少数の例外あり）。その他に-ción, -dad,-tad, tud, -umbre, -zなどで終われば女性、-aje, -i, -rなどで終われば男性といった原則がある。
  - 名詞の複数形は(e)sをつけて作るが、これはラテン語の名詞の複数対格の語尾に由来し、フランス語やポルトガル語同様西ロマンス語の特徴である（ただしフランス語においては複数形の語尾 s は発音されない）。
- 形容詞
  - 形容詞は基本的に名詞に対して後置される（例：un coche moderno 現代の車）が、若干の形容詞、あるいは話者の主観を述べる場合は、前置されることもある。後置される場合と前置される場合で意味が異なるものもある（la casa nueva 新築の家－la nueva casa 新居、el gran hombre 偉大な人－el hombre grande 大きな人、など）。また、修飾される名詞の性数に応じて変化する。moderno 現代の、を例に挙げれば、moderno（男性単数）, moderna（女性単数）, modernos（男性複数）, modernas（女性複数）と変化する。
- 前置詞
  - 現代スペイン語にはフランス語のenやイタリア語のne、あるいはフランス語の y やイタリア語の ci に相当する「前置詞+名詞」の代用となる副詞的代名詞は存在しない（中世スペイン語には存在した。なおカタルーニャ語には存在する。）。
- 動詞
  - 動詞の基本形の語尾は-ar, -erまたは-irのいずれかである。
  - 動詞には直説法、接続法、命令法がある。直説法は現在、点過去（完了過去）、線過去（不完了過去）、未来、過去未来（「可能」・「条件」・「遡及未来」という語が用いられることもある）、現在完了、直前過去完了、過去完了、未来完了、過去未来完了が、接続法では現在、過去、現在完了、過去完了が存在する（中世には未来や未来完了も存在した）。また、各時制で主語の人称・数に応じて6通り（中南米では実質5通り）に活用される。
  - 完了形ではすべての動詞に対してhaberが助動詞として使われる。フランス語、イタリア語、ドイツ語などの完了形[複合時制]では、移動や状態変化の意味を含む自動詞（非対格動詞）の場合には助動詞として英語のbeにあたる動詞を使い、それ以外ではhaveにあたる動詞を使うが、現代スペイン語にはこのような区別がなく、この点において現代英語と似ている。
  - 過去の出来事を表すのに口語ではおもに複合時制（現在完了形）を用いるフランス語やイタリア語とは違い、スペイン語では現代でも単純時制である点過去形（フランス語の単純過去形・イタリア語の遠過去形に相当）が口語・文章語を通じて広く使われており、現在完了形はむしろ英語のそれに近い使われ方をしている。ただし地域差があり、スペインの多くの地域では「今日」「今週」など現在を含む副詞をおく場合基本的に現在完了形が使われる一方、中南米やスペインのガリシア州などでは現在完了形をあまり用いない傾向がある。これは現在完了形を多用するイギリス英語と過去形を多用するアメリカ英語の関係に類似している。なお、ガリシア州でスペイン語とともに話されるガリシア語には現在完了時制が存在しない。
  - 英語のbeに当たる動詞がserとestarの二つある。serはSoy española.「私はスペイン人です」のような性質を述べるときに用い、estarはEstoy cansado.「私は疲れている」のような一時的状態、Osaka está en Japón.「大阪は日本にある」のように所在を表すのに用いる（このような区別はフランス語にはないが、イタリア語にはある（essereとstare））。またestar+現在分詞でEstoy llorando. 「私は泣いている」のように英語の進行形に似た意味を表すのはフランス語やイタリア語にはない特徴である。ただしこの形は英語の進行形ほどよく使われるわけではない。現在形の動作動詞が進行相をも表し、また過去時では線過去形（イタリア語やフランス語の半過去形に相当）に過去進行形的な不完了(imperfective)相を表す機能があるからである。

### 規則動詞の現在時制における活用形
| 原形                           | hablar（話す） | comer（食べる） | vivir（生きる、住む） |
| 一人称単数                     | hablo          | como            | vivo                  |
| 一人称複数                     | hablamos       | comemos         | vivimos               |
| 二人称単数                     | hablas         | comes           | vives                 |
| 二人称単数 (voseo)             | hablás         | comés           | vivís                 |
| 二人称複数                     | habláis/hablan | coméis/comen    | vivís/viven           |
| 三人称単数（二人称の敬称含む） | habla          | come            | vive                  |
| 三人称複数（二人称の敬称含む） | hablan         | comen           | viven                 |

### 不規則動詞serの活用
| 叙法      | 直説法 | 直説法   | 直説法 | 直説法  | 直説法   | 接続法 | 接続法              | 接続法   | 命令法 |
| 単純時制  | 現在   | 点過去   | 線過去 | 未来    | 過去未来 | 現在   | 過去                | 未来     | 命令法 |
| --------- | ------ | -------- | ------ | ------- | -------- | ------ | ------------------- | -------- | ------ |
| 1人称単数 | soy    | fui      | era    | seré    | sería    | sea    | fuera / fuese       | fuere    | -      |
| 2人称単数 | eres   | fuiste   | eras   | serás   | serías   | seas   | fueras / fueses     | fueres   | sé     |
| 3人称単数 | es     | fue      | era    | será    | sería    | sea    | fuera / fuese       | fuere    | sea    |
| 1人称複数 | somos  | fuimos   | éramos | seremos | seríamos | seamos | fuéramos / fuésemos | fuéremos | seamos |
| 2人称複数 | sois   | fuisteis | erais  | seréis  | seríais  | seáis  | fuerais / fueseis   | fuereis  | sed    |
| 3人称複数 | son    | fueron   | eran   | serán   | serían   | sean   | fueran / fuesen     | fueren   | sean   |

### 助動詞haberの活用
助動詞haberの活用形は、過去分詞とあわせて完了時制をつくる。下記の表では、「sido」が動詞serの過去分詞形。
| 叙法      | 直説法      | 直説法        | 直説法        | 直説法         | 接続法       | 接続法                       | 接続法          |
| 複合時制  | 現在完了    | 過去完了      | 未来完了      | 過去未来完了   | 現在完了     | 過去完了                     | 未来完了        |
| --------- | ----------- | ------------- | ------------- | -------------- | ------------ | ---------------------------- | --------------- |
| 1人称単数 | he sido     | había sido    | habré sido    | habría sido    | haya sido    | hubiera / hubiese sido       | hubiere sido    |
| 2人称単数 | has sido    | habías sido   | habrás sido   | habrías sido   | hayas sido   | hubieras / hubieses sido     | hubieres sido   |
| 3人称単数 | ha sido     | había sido    | habrá sido    | habría sido    | haya sido    | hubiera / hubiese sido       | hubiere sido    |
| 1人称複数 | hemos sido  | habíamos sido | habremos sido | habríamos sido | hayamos sido | hubiéramos / hubiésemos sido | hubiéremos sido |
| 2人称複数 | habéis sido | habíais sido  | habréis sido  | habríais sido  | hayáis sido  | hubierais / hubieseis sido   | hubiereis sido  |
| 3人称複数 | han sido    | habían sido   | habrán sido   | habrían sido   | hayan sido   | hubieran / hubiesen sido     | hubieren sido   |

- 上記のように、過去が点過去と線過去にはっきり分かれているのが特徴である。点過去は過去のある時点で起こったことを述べるときに用いる。線過去はフランス語やイタリア語の文法で「半過去」と呼ばれるものに相当し、過去の一定の期間における継続的な状態を述べるときに用いる。点過去と線過去を、それぞれ「不定過去」と「不完了過去」と呼ぶこともある。また点過去は単に「過去」ということもある。なお、pretérito perfectoは現在完了のことであり、完了過去とも言われるが、完了過去を点過去の意味で用いる場合もあり、現在完了との意味での完了過去との区別のために、形式に注目して単純完了過去と呼ぶ場合もある[19]。また、中南米諸国で普及している“ベリョ文法”（ベネズエラ出身でチリ大学を創始した人文学者、アンドレス・ベリョ（ベーリョ）が提唱）では、「点過去」を pretérito （過去）、「線過去」を copretérito （あえて訳せば“副過去”）と呼んでいる。また、先述の pretérito perfecto に関しても、「現在完了」は pretérito perfecto compuesto （複合完了過去）、「点過去」は pretérito perfecto simple （単純完了過去）が、スペイン王立アカデミアの文法用語として紹介されている）[20]
  - El avión salió el lunes.（飛行機は月曜日に出発した。）点過去の例。
  - El avión salía cada lunes.（飛行機は月曜日毎に出発していた。）線過去の例。
- 接続法は、予想・憶測・希望など、事実であると認識していないときに使われる。たとえば「〜と思っている」という文では「〜」の部分は事実であると認識しているので直説法が使われるが、「〜とは思っていない」と言うときは、「〜」を事実と認識していないので接続法が使われる。
  - Creo que María está en casa. （私はマリアは家にいると思う。）estáはestarの直説法現在形。
  - No creo que María esté en casa.（私はマリアは家にいると思わない。）estéはestarの接続法現在形。
- 希望から、弱い命令の意味にも使われる。
  - ¡Ojalá sea bonita!（かわいいといいなぁ）seaがser（〜である）の接続法。
  - Hable.（話してください。）hablarの接続法現在形で命令（依頼）を表わしている。
- 接続法過去の語尾は-ra型と-se型の2種類があるが、一般には-ra型が用いられる。-se型の活用は堅苦しい印象を与え、いわゆる文語で用いられる。
- 能格動詞は、再帰代名詞（se/me/te/nos/os）をとる再帰動詞の形で表現される[要出典]。このとき、再帰代名詞とともに一つの動詞であると考えることも多い。（levantarse, acostarse, lavarse, fumarse, irseなど。）この場合、動詞の基本形を示す際には左記のように代名詞を語尾につけた一つの単語のように表記するが、文中で動詞が活用されると代名詞は分かれて前置される。なお、命令文の場合には能格動詞が活用されても代名詞は前置されないことが多い。
  - No puedo levantarme tan temprano（そんなに早く起きる事はできない。） 再帰動詞が1単語として扱われる例。
  - Me fumo cigarrillos.（私はタバコを吸う。）fumarse → me fumoの活用の例。
  - ¡Vete rápido!（さっさと行け！）命令形の例。